# 中共东江特委党代会旧址
中共东江特委党代会旧址，位于中国广东省梅州市丰顺县留隍镇黄礤半坑胡村，为丰顺县文物保护单位，类型为近现代重要史迹及代表性建筑，公布时间为1988年1月。
中共东江特委党代会旧址的历史年代为近代。1988年1月，丰顺县人民政府认定其为丰顺县文物保护单位。